# Traqué dans la ville

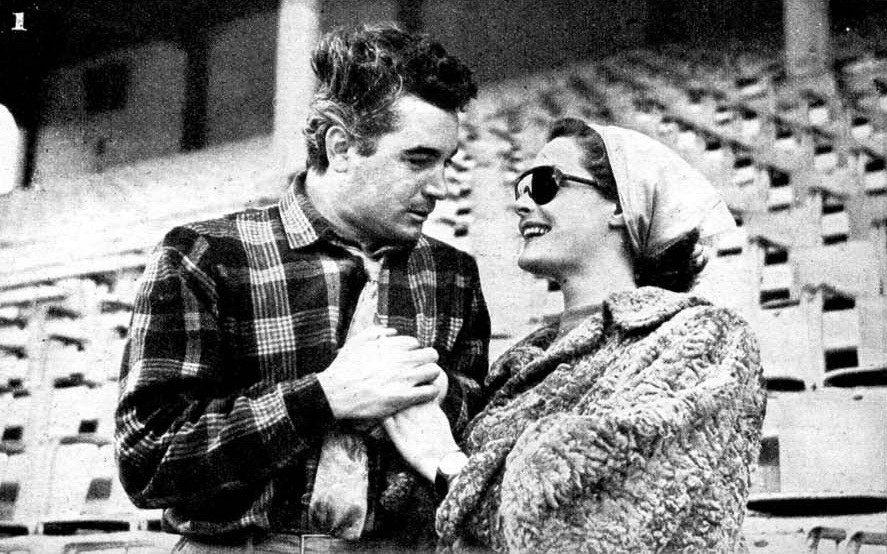
Capture du film Traqué dans la ville avec Renato Baldini et Tamara Lees

Traqué dans la ville (La città si defende) est un film italien de Pietro Germi, sorti en 1951.

## Synopsis
Quatre hommes confrontés à la misère dévalisent les caisses d'un stade de foot, à Rome. Poursuivis et pris de panique, les bandits amateurs se séparent et chacun tente d'échapper à la police.

## Fiche technique
- Titre original : La città si defende
- Titre français : Traqué dans la ville
- Réalisation : Pietro Germi, d'après une histoire de Federico Fellini, Tullio Pinelli, Luigi Comencini
- Scénario : Federico Fellini, Tullio Pinelli, Luigi Comencini en collaboration avec Pietro Germi, Giuseppe Mangione
- Photographie : Carlo Montuori
- Montage : Rolando Benedetti
- Son : Mario Messina
- Musique : Carlo Rustichelli
- Production : Vittorio Forges Davanzatti pour Cines
- Décors : Carlo Egidi
- Maquillage : Franco Freda
- Scripte : Elvira D'Amico
- Régisseur : Carlo Civallero
- Format : Noir et blanc - 1,37:1 - 35 mm - Son mono
- Durée : 79 minutes
- Date de sortie : 1951
- Affiche : Giuliano Nistri (Italie)

## Distribution
- Renato Baldini : Paolo Leandri
- Enzo Maggio : Alberto Tosi
- Fausto Tozzi : Luigi Girosi
- Paul Müller : Guido Marchi
- Gina Lollobrigida : Daniela
- Cosetta Greco : Lina Girosi
- Tamara Lees : la femme du portrait
- Patrizia Manca : Sandrina Girosi

## Récompenses et distinctions
- Meilleur film à la Mostra de Venise 1951